# Colonial Cup
Colonial Cup – trofeum przyznawane każdego sezonu zespołowi w United Hockey League, który zwycięży rozgrywki play-off. 

## Zdobywcy
- 2010: Fort Wayne Komets
- 2009: Fort Wayne Komets
- 2008: Fort Wayne Komets
- 2007: Rockford IceHogs
- 2006: Kalamazoo Wings
- 2005: Muskegon Fury
- 2004: Muskegon Fury
- 2003: Fort Wayne Komets
- 2002: Muskegon Fury
- 2001: Quad City Mallards
- 2000: Flint Generals
- 1999: Muskegon Fury
- 1998: Quad City Mallards
- 1997: Quad City Mallards
- 1996: Flint Generals
- 1995: Thunder Bay Senators
- 1994: Thunder Bay Senators
- 1993: Brantford Smoke
- 1992: Thunder Bay Thunder Hawks